# 埃斯拉恩
埃斯拉恩是德国巴伐利亚州的一个市镇。总面积55.24平方公里，总人口2800人，其中男性1409人，女性1391人（2011年12月31日），人口密度51人/平方公里。